# Perigea vagans
Perigea vagans là một loài bướm đêm trong họ Noctuidae.